# フィリス・ヘイヴァー
フィリス・ヘイヴァー（Phyllis Haver、1899年1月6日 - 1960年11月19日）は、アメリカ合衆国の女優。

## 出演作品
- 鉄路の王者
- 市俄古
- 肉体の道
- 無花果の葉
- 栄光
- 痴人哀楽
- おゝ母よ
- 懦夫奮起せば
- キートン短篇集(４)
- キートンの空中結婚
- 豪傑ベン・ターピン

## 関連書籍
- サイレント・コメディ全史（新野敏也著、1992年、喜劇映画研究会 ISBN 978-4906409013）
- 〈喜劇映画〉を発明した男　帝王マック・セネット、自らを語る（マック・セネット著、石野たき子訳／新野敏也監訳、2014年、作品社 ISBN 4861824729）